# Maszyna współrzędnościowa

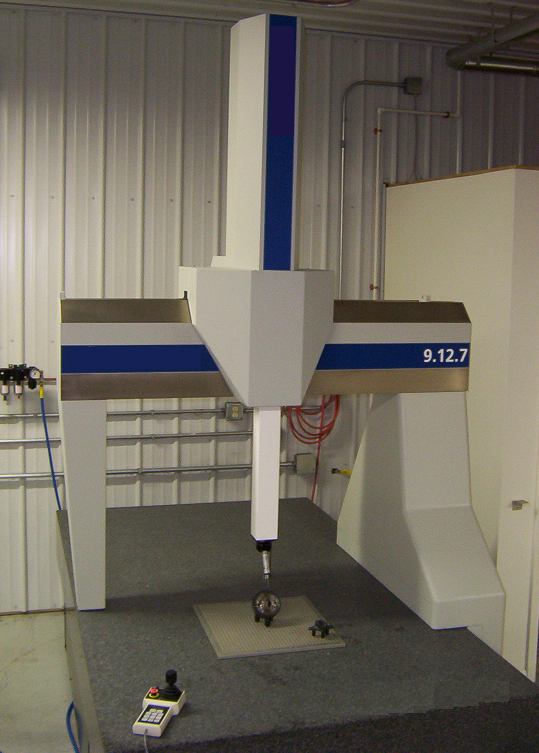
Współrzędnościowa maszyna pomiarowa

Współrzędnościowa maszyna pomiarowa (WMP) (ang: CMM coordinate measuring machine) rodzaj maszyny pomiarowej umożliwiającej pomiary przestrzenne skomplikowanych elementów. Wyposażona jest w trzy systemy pomiarowe do pomiaru w trzech osiach współrzędnych XYZ oraz sondę do lokalizacji położenia powierzchni elementu. Najczęściej dzięki napędom i komputerowi ze specjalnym oprogramowaniem umożliwia pomiary w trybie automatycznym zwanym CNC (Computerized Numerical Control).
Pomiary maszyną współrzędnościową charakteryzują się bardzo dużą dokładnością i obiektywnością. Jedną z zalet tej techniki pomiarowej jest wykonywanie pomiarów różnych przedmiotów o skomplikowanych kształtach, których nie można zmierzyć za pomocą podstawowych przyrządów warsztatowych (suwmiarek, czujników, mikroskopów, długościomierzy).
Wykorzystując maszyny współrzędnościowe, można także mierzyć:
- koła zębate o różnych zarysach,
- odchyłki kształtu i położenia.

## Istota pomiarów maszynami współrzędnościowymi
Informacja na temat wymiarów danego elementu jest odbierana jako zbiór współrzędnych punktów (w określonym układzie współrzędnych) na drodze stykowej lub bezstykowej. Na skutek odbioru zbioru danych punktów przez komputer z oprogramowaniem uzyskujemy charakterystykę wymiarów mierzonego przedmiotu. Aby pomiary były wiarygodne maszynę trzeba okresowo kalibrować. Najważniejszą część kalibracji stanowi wyznaczenie mapy korekcji maszyny. Mapę korekcji wyznacza się poprzez pomiar specjalnie do tego stworzonego wzorca, bądź za pomocą interferometru.

## Budowa maszyny współrzędnościowej
Ze względu na rodzaj maszyny współrzędnościowej składa się ona z:
- Ruchomego portalu mogącego się przemieszczać w określonym zakresie po osiach X i Y zaś głowica pomiarowa porusza się w kierunku pionowym, czyli po osi Z.
- Konstrukcji stałej, stołu pomiarowego wraz z układem napędowym.
- Układu pomiarowego składającego się z zestawu liniałów pomiarowych z czytnikami elektro-optycznymi dla osi XYZ, alternatywnie osi W stołu obrotowego.
- Głowicy pomiarowej (sondy), którą można wyposażyć w zestawy trzpieni pomiarowych zakończonych najczęściej kulkami z rubinu do pomiarów uniwersalnych lub walcami do pomiaru krawędzi np. perforacje blach karoseryjnych.
- Szafy sterującej.
- Komputera z oprogramowaniem maszyny opracowującym informacje o wymiarach.

## Rodzaje maszyn współrzędnościowych
Wyróżniamy następujące typy maszyn współrzędnościowych:
- Mostowa – Wykorzystywane są do pomiaru bardzo dużych przedmiotów (np. pojazdów) ponieważ zakres takich maszyn wynosi nawet kilkanaście metrów. Charakteryzują się dużą dokładnością i małą niepewnością pomiaru.
- Portalowa – Zakres wynosi do 1200 mm, ruchomy portal lub ruchomy stół.
- Wspornikowa – Charakteryzuje się stosunkowo małymi zakresami pomiarowymi zakres roboczy ramienia nie przekracza 800 mm w osi X
- Wysięgnikowa – Charakteryzuje się zakresami pomiarowymi w przedziale 800–2000 mm.
- Hybrydowa
- Kolumnowa – Wyposażona w stół obrotowy, zastosowanie w pomiarach krzywek i korpusów .

"Pomiary współrzędnościowe realizowane są na dwa sposoby, na drodze stykowej lub bezstykowej. Do pomiarów uzyskanych drogą stykową służą głowice pomiarowe impulsowe, skaningowe, optyczne (OptiScan), obrotowe (RDS) oraz głowice specjalne służące między innymi do pomiaru przedmiotu o bardzo małych wymiarach. .
Lokalizacja punktu pomiarowego na drodze bezstykowej przeprowadzana jest sygnałem optycznym (Viscan) lub przez zogniskowaną wiązkę światła laserowego, bądź głowicą z kamerą CCD".
Istnieją również bardzo dokładne i zarazem wydajne sondy optyczne (OptiScan), działające w oparciu o rzutowanie wiązki lasera na mierzony element. Umieszczona pod określonym kątem kamera CCD, odczytuje topografię wiązki. Jej szerokość wynosi ok. 40 mm dzięki czemu czas skanowania elementu znacznie się skraca.
Pomiary skaningowe znajdują największe zastosowanie w fabrykach, gdzie potrzebna jest duża precyzja.

## Przebieg pomiarów maszyną
Pomiary rozpoczyna się od zerowania układu pomiarowego, polegającego na ustawieniu (przejechaniu) każdą z osi przez punkty referencyjne – typowo tylny (y=0), lewy (x=0) i górny (z=0) punkt zakresu. Dalsze etapy pomiaru elementu to:
- zamocowanie zespołu trzpieni pomiarowych
- kalibracja trzpieni pomiarowych
- montaż części na stole pomiarowym
- ustalenie bazowego układu współrzędnych
- określenie kostki bezpieczeństwa
- opracowanie planu pomiarowego
- wykonanie pomiaru testowego
- pomiar zasadniczy
- opracowanie raportu pomiarowego